# Ger Snijkers
Gerardus (Ger) Johannes Maria Elisabeth Snijkers (Schaesberg, 7 februari 1963) is een Nederlands CBS methodoloog, en voormalig hoogleraar methodeleer van bedrijfsonderzoek aan de Universiteit Utrecht.
Snijkers studeerde politicologie aan de Universiteit van Amsterdam van 1981 tot 1987. In 1987-88 behaalde hij zijn propedeuse in wiskunde aan de VU. In 2002 promoveerde hij aan de Universiteit Utrecht bij Joop Hox op het proefschrift Cognitive laboratory experiences: on pre-testing computerised questionnaires and data quality.
Snijkers begon in 1987 als onderzoeker bij het Centraal Bureau voor de Statistiek (CBS) in Voorburg op de afdeling statistische methoden. Vanaf 1992 werkte hij bij het CBS in Heerlen aan onderzoek naar vragenlijsten, vanaf 1997 als projectleider, en vanaf 2000 als manager onderzoek en ontwikkeling. Van 2006 tot 2011 was hij aangesteld als hoogleraar methodeleer van bedrijfsonderzoek aan de Universiteit Utrecht. Snijkers is verder betrokken bij de "Interuniversity Graduate School of Psychometrics and Sociometrics" (IOPS). Snijkers is gespecialiseerd in methoden van dataverzameling bij bedrijven: business data collection methodology. Sinds 2006 organiseert hij hierover regelmatig een internationale Workshop. 

## Publicaties
Snijkers werkte mee aan diverse rapporten, boekwerken en artikelen. Een selectie:
- 1996. Onderzoeksmethoden. Met onder andere Martijn de Goede, Wim Jansen, Harm 't Hart en Joop Hox. Meppel: Boom.
- 2002. Cognitive laboratory experiences: on pre-testing computerised questionnaires and data quality. Proefschrift UU.
- 2007. "Multidisciplinair de kwaliteit van data verbeteren". In: e-data&research Vol 2, nr 2. 1 sept 2007.
- 2011/2025. International Encyclopedia of Statistical Science: Business Surveys. Samen met Mojca Bavdaz. Ed: Miodrag Lovric. Heidelberg, Springer.
- 2013. Designing and Conducting Business Surveys. Samen met Gustav Haraldsen, Jacqui Jones en Diane Willmack. Hoboken: Wiley.
- 2023. Advances in Business Statistics, Methods and Data Collection. Edited volume, samen met o.a. Mojca Bavdaz. Hoboken: Wiley.

- Bibsys: 13052940
- Gemeinsame Normdatei: 1042221642
- International Standard Name Identifier: 0000 0003 7115 662X
- Library of Congress Control Number: n2012035002
- NARCIS: PRS1299592
- Nationale Bibliotheek van Israël: 987007385793605171
- Nederlandse Thesaurus van Auteursnamen: 072830867
- Système universitaire de documentation: 192871862
- Virtual International Authority File: 250645498
- WorldCat: E39PBJcKGk6hPd884TWdc7HHmd